# Grande-Oficial
Grande-Oficial é um grau de Ordens Honoríficas. Nas Ordens que o integram constitui um grau intermédio, entre Grã-Cruz e Comendador.

## Portugal
Em Portugal o Grande-Oficial é um grau existente em todas as Ordens Honoríficas, estando hierarquicamente alocado entre os graus de Grã-Cruz e Comendador. As insígnias de Grande-Oficial são semelhantes às de Comendador, usando a mesma fita de pescoço ou colar (nas Ordens da Torre e Espada e Sant'Iago da Espada), mas com a placa a ser de ouro e não de prata (como é uso dos Comendadores).